# Vaux-sur-Sûre
Vaux-sur-Sûre es un municipio de la región de Valonia, en la provincia de Luxemburgo, Bélgica. A 1 de enero de 2019 tenía una población estimada de 5640 habitantes.

## Geografía
Se encuentra ubicada al sureste del país, en la zona de las Ardenas y cerca del río Sûre, un afluente del río Mosela.

### Secciones del municipio
El municipio comprende los antiguos municipios, que se fusionaron en 1971 y en 1977:
| - Morhet (1971) - Nives (1971) - Vaux-lez-Rosières (1971) - Hompré (1977) - Juseret (1977) - Sibret (1977) |

### Aldeas del municipio
El municipio comprende los aldeas de: Assenois, Belleau, Bercheux, Chaumont, Chenogne, Clochimont, Cobreville, Grandru, Jodenville, La Barrière, Lavaselle, Lescheret, Mande-Sainte-Marie, Morhet-Station, Poisson-Moulin, Remichampagne, Remience, Remoiville, Rosières, Salvacourt, Sûre, Villeroux.

## Demografía

### Evolución
Todos los datos históricos relativos al actual municipio, el siguiente gráfico refleja su evolución demográfica, incluyendo municipios después de efectuada la fusión el 1 de enero de 1977.
| Gráfica de evolución demográfica de Vaux-sur-Sûre entre 1846 y 2020 |
|                                                                     |